# Steinpackungsgrab von Hornburg
Das Steinpackungsgrab von Hornburg war ein Steinpackungsgrab der frühbronzezeitlichen Aunjetitzer Kultur (2300–1550 v. Chr.) bei Hornburg, einem Ortsteil der Gemeinde Seegebiet Mansfelder Land im Landkreis Mansfeld-Südharz in Sachsen-Anhalt. Es wurde 1933 durch Paul Grimm archäologisch untersucht. Die dabei gemachten Funde befinden sich heute im Depot des Landesamts für Denkmalpflege und Archäologie Sachsen-Anhalt in Halle (Saale).

## Lage
Das Grab befand sich nordöstlich von Hornburg auf dem Flurstück „Kleines Feld“, am östlichen Ausläufer des Silberhügels. Direkt an der Südostecke lag ein zweites, stark gestörtes Grab. In der Nähe wurde außerdem eine dritte Bestattung in einer einfachen Erdgrube entdeckt.

## Beschreibung
Zum Zeitpunkt der Untersuchung war der obere Teil des Grabes bereits abgepflügt. Das Grab war nord-südlich orientiert und hatte eine Länge von 1,2 m. Zur Grabarchitektur gehörte eine verzierte Platte aus Rogenstein mit einer Länge von 1,36 m, einer Breite von 0,53 m und einer Dicke von 0,1 m. Ihre genaue Position im Grab ist unklar, vermutlich stand sie an einer der Langseiten. Nach Hans-Jürgen Beier könnte es sich um einen sekundär verbauten Menhir handeln. Die Platte weist drei verschiedene Arten von Verzierungen auf:
1. feine, meist geometrische Ritzmuster
2. Spitzenförmige Gegenstände
3. tief eingeritzte Schnittlinien

Unter den feinen Ritzmustern lassen sich Leiterbänder, strichgefüllte Dreiecke und kammartige Zeichen ausmachen. Sie stellen die ältesten Verzierungen dar, da sie von den tiefen Schnittlinien überdeckt werden. Bei den spitzenförmigen Gegenständen könnte es sich um Darstellungen von Dolchen handeln. Der Großteil der Darstellungen befindet sich auf einer Seite der Platte. Auf der Rückseite und auf einer Seitenfläche sind ebenfalls Ritzungen erkennbar, doch lassen sich hier keine klaren Muster erkennen.
Das Skelett des Toten war in Hockerstellung beigesetzt. Als einzige Grabbeigabe wurde ein konischer Napf mit Resten von Griffknubben gefunden. Paul Grimm ordnete das Grab aufgrund dieses Fundes der jüngsten Phase der endneolithischen Schnurkeramischen Kultur (2800–2200 v. Chr.) zu. Vergleichbare Gefäße sind auch aus der Frühphase der frühbronzezeitlichen Aunjetitzer Kultur (2300–1550 v. Chr.) bekannt. Waldtraut Schrickel nahm daher an, dass das Grab in die Übergangszeit vom Neolithikum zur Bronzezeit datiert. Waldemar Matthias sah hingegen keinen Bezug zur Schnurkeramik und ordnete das Grab klar der Aunjetitzer Kultur zu.